# Mentone (Indiana)
Mentone és una població dels Estats Units a l'estat d'Indiana. Segons el cens del 2000 tenia 898 habitants.

## Demografia
Segons el cens del 2000, Mentone tenia 898 habitants, 335 habitatges, i 230 famílies. La densitat de població era de 550,3 habitants/km².
Dels 335 habitatges en un 38,8% hi vivien nens de menys de 18 anys, en un 55,8% hi vivien parelles casades, en un 9,3% dones solteres, i en un 31,3% no eren unitats familiars. En el 27,5% dels habitatges hi vivien persones soles el 14,9% de les quals corresponia a persones de 65 anys o més que vivien soles. El nombre mitjà de persones vivint en cada habitatge era de 2,68 i el nombre mitjà de persones que vivien en cada família era de 3,25.
Per edats la població es repartia de la següent manera: un 31,2% tenia menys de 18 anys, un 9,4% entre 18 i 24, un 26,5% entre 25 i 44, un 17,5% de 45 a 60 i un 15,5% 65 anys o més.
L'edat mediana era de 32 anys. Per cada 100 dones de 18 o més anys hi havia 89 homes.
La renda mediana per habitatge era de 38.750 $ i la renda mediana per família de 42.222 $. Els homes tenien una renda mediana de 27.250 $ mentre que les dones 22.917 $. La renda per capita de la població era de 15.372 $. Entorn del 5,7% de les famílies i el 6,3% de la població estaven per davall del llindar de pobresa.

## Poblacions més properes
El següent diagrama mostra les poblacions més properes.